# Oil Tycoon
Oil Tycoon – gra strategiczno-ekonomiczna, w której gracz prowadzi firmę wydobywającą ropę naftową. Gra została wydana przez Blackstar a dystrybucją zajęła się Lemon Interactive. 

## Co oferuje gra
- Rozgrywka w czasie rzeczywistym i turowym
- 30 map miast
- Trzy poziomy trudności
- Do pięciu przeciwników sterowanych przez komputer
- Gra wieloosobowa przez Internet lub na jednym komputerze
- 18 miejsc wiertniczych np. Zatoka Perska, Morze Północne

## Minimalne wymagania sprzętowe
- Procesor: Pentium 300 MHz
- Pamięć: 32 MB RAM
- Wymagane miejsce na dysku: 128 MB
- Grafika: Karta video SVGA
- System: Windows